# Усипальня

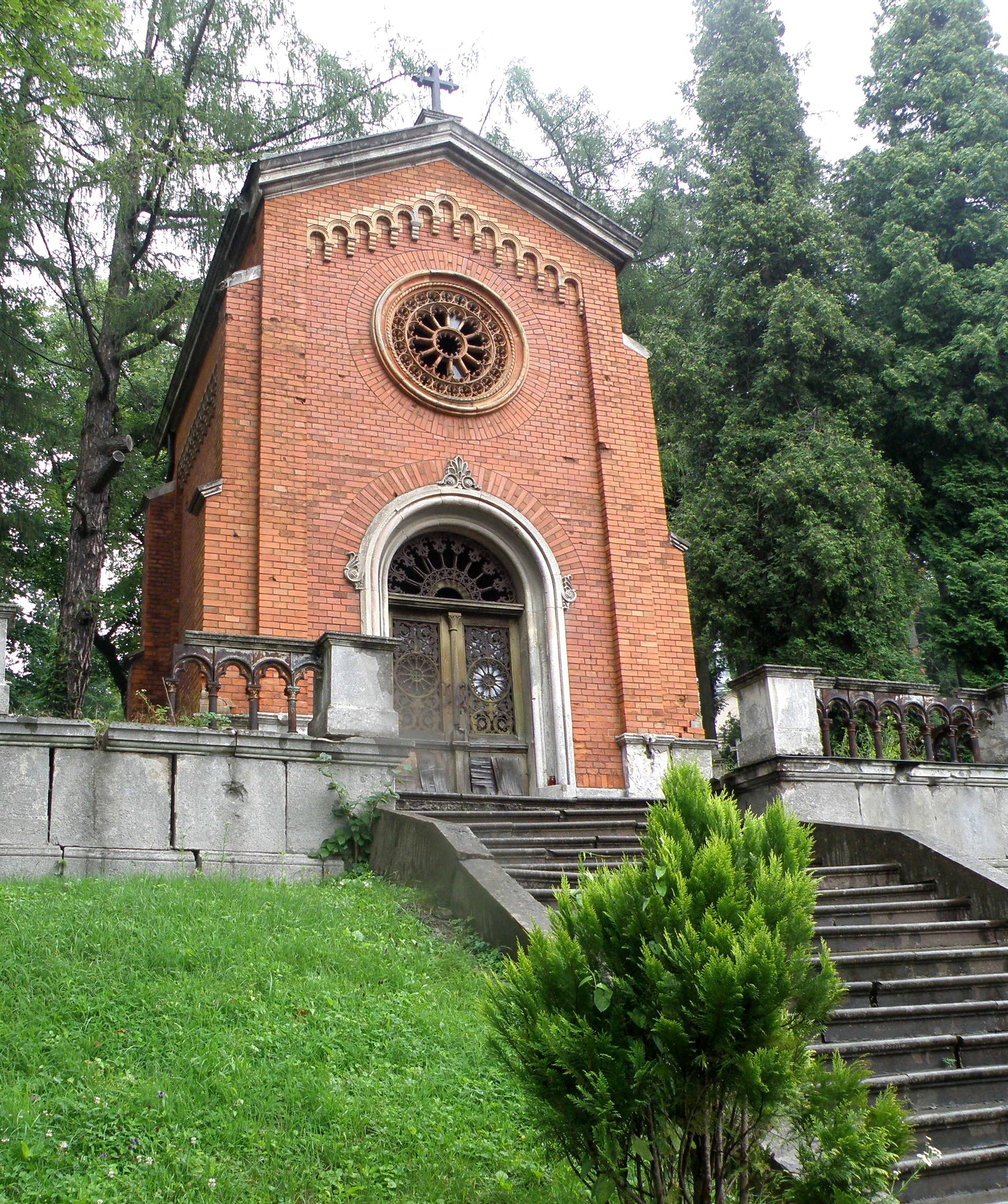
Родинна усипальниця, Личаківський цвинтар, Львів.

Усипальня (склеп, гробниця, мавзолей і т. ін.) — родинний склеп, розповсюджена форма поховання, зазвичай окремо створена, іноді призначена для поховання значущої чи впливової особи за життя.
Усипальні розділяють на:
- наземні
- підземні.

Усипальні будують як на відкритих цвинтарях, так і в храмах. Усипальні політичних, державних і культурних дячів мають -
- Абатство Сен-Дені у Франції
- Вестмінстерське абатство в Лондоні
- Несвізький замок в Білорусі
- Собор Монреале на Сицилії
- Пантеон в Римі
- Крипта під собором Св. Петра в Римі
- Некрополь Олександро-Невського монастиря в Санкт-Петербурзі
- Личаківський цвинтар у Львові
- Донськой монастир в Москві
- Акелдама — цвинтар в Єрусалимі для поховання паломників, що померли в Єрусалимі тощо.

## Галерея

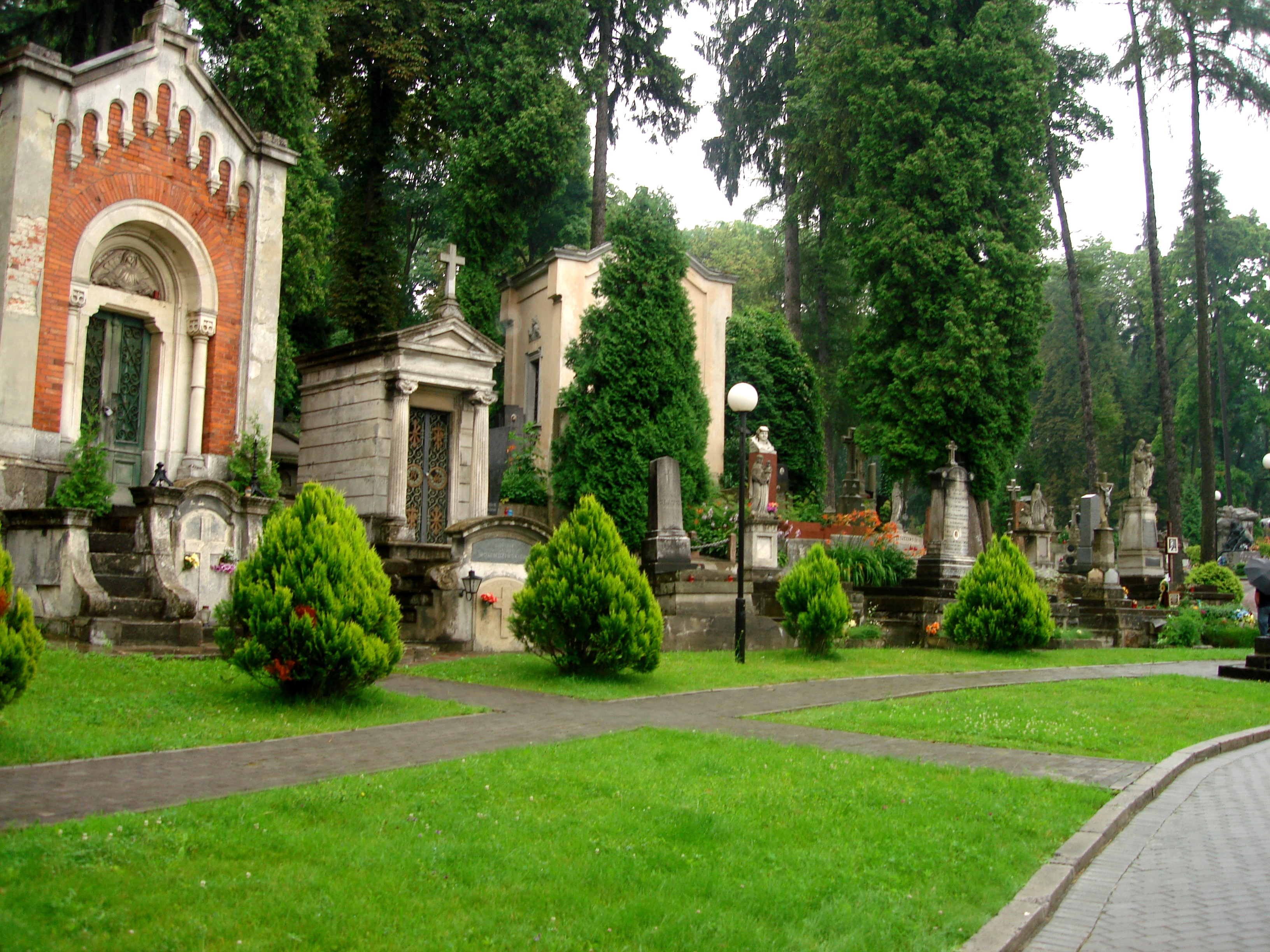
Родинні усипальні, Личаківський цвинтар, Львів.
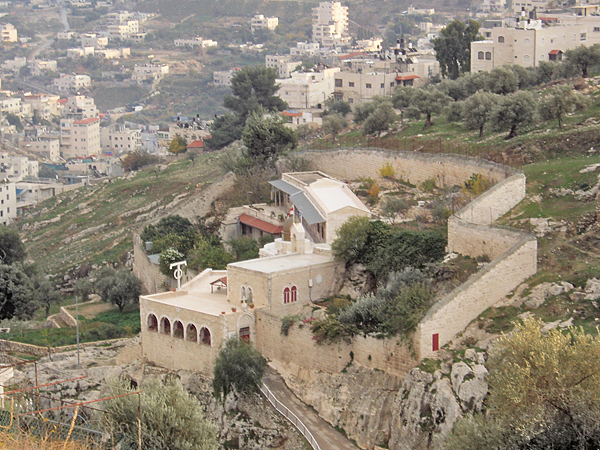
Акелдама - цвинтар в Єрусалимі
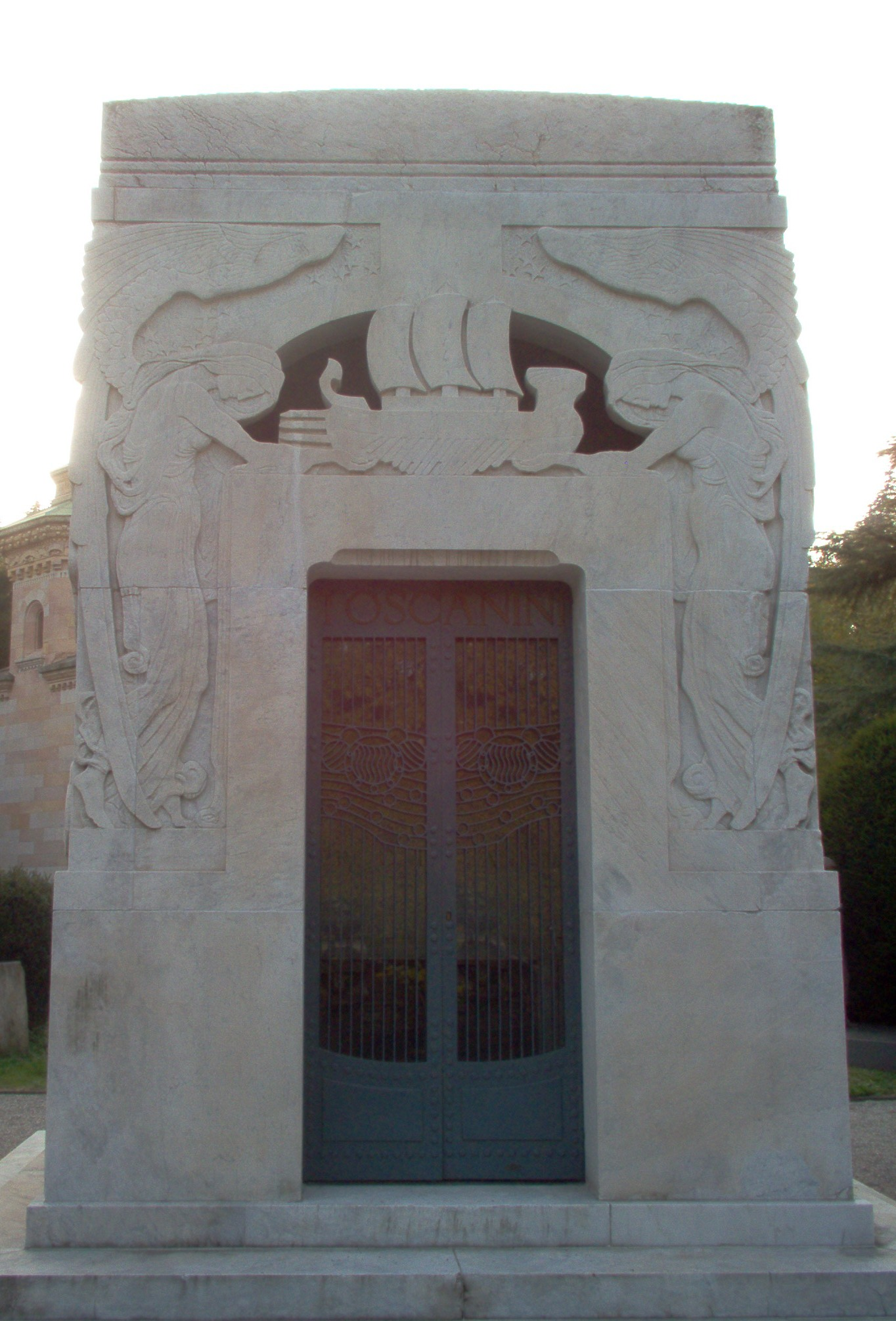
Надгробок Артуро Тосканіні, сецесія, ск. Леонардо Бістольфі, 1915 р. В склепі поховано також і Володимира Горовіца.